# Мішуріна Марія Олексіївна
Мішуріна Марія Олексіївна (Марія Ладо) — українська актриса, сценарист, драматург. Член Національної Спілки кінематографістів України.

## Життєпис
Народилась 14 жовтня 1965 року у Києві в родині кінорежисера Олексія Мішуріна.
Закінчила акторський факультет Київського державного інституту театрального мистецтва ім. І.Карпенка-Карого (1986) та сценарний факультет Всесоюзного державного інституту кінематографії (1994).

## Фільмографія
Акторка
- 1987 — «Вісімнадцятилітні» (т/ф, 2 с)
- 1990 — «Балаган»
- 1992 — «Людське щастя» (відео)
- 1995 — «…час збирати каміння» (т/ф, с. 3—10)

Сценаристка
- 1992 — «Сорочка зі стьожкою»
- 2005 — «Дві долі» (серіал, у співавт)

## Драматургія
Як драматург відома під псевдонімом Марія Ладо.
- «Дуже проста історія»